# Anogramma ascensionis
Anogramma ascensionis (Ascension Island parsley fern) là một loài dương xỉ thuộc họ Pteridaceae là loài đặc hữu của đảo Ascension, 